# Лютет Аттена

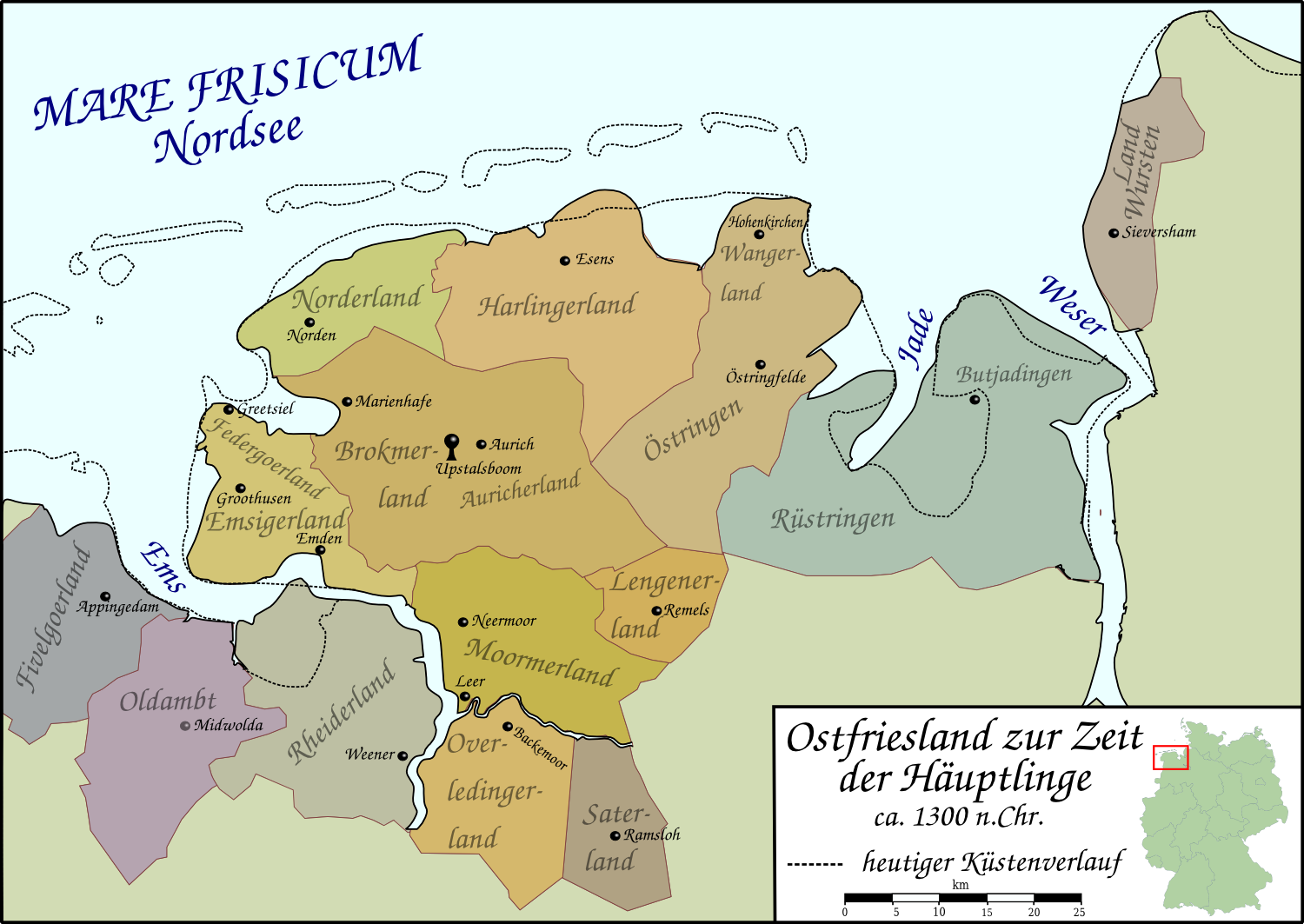
Восточная Фризия в период правления хофтлингов

Лютет Аттена (нем. Lütet Attena; ум. 1410) — восточнофризский хофтлинг (вождь) Дорнума и Нессе в Нордерланде.

## Биография
Лютет Аттена был сыном Херо Аттены. Его братьями были Эгер и Энно Аттена. С 1395 года Лютет был женат на Окке том Брок, дочери хофтлинга Окко I том Брока и Фёлке Кампаны из соседнего Брокмерланда. У них были дочери Этта (замужем за Зибрандом Брунгерсной) и Хеба (замужем за Уко Фоккеной).

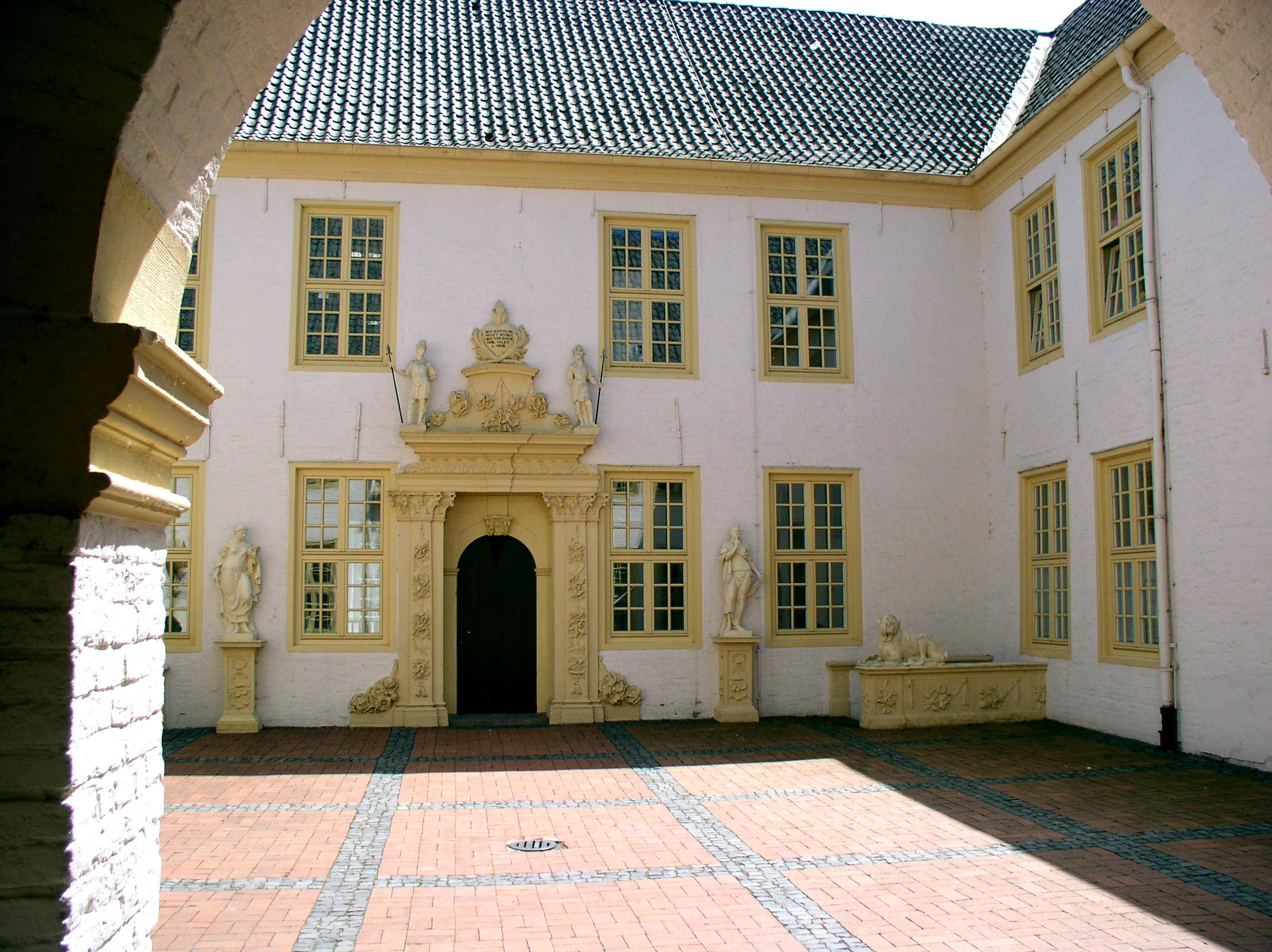
Двор замка Нордербург в Дорнуме

Смерть Лютета закрепила за его свекровью прозвище «Кваде Фёлке» (Злая Фёлке, от н.-нем. quade — злой), которое до сих пор известно в Восточной Фризии. Говорят, что после того, как Лютет пожаловался ей на неверность своей жены Окки, Фёлке посоветовал ему убить её. Когда Лютет поймал Окку на прелюбодеянии, он убил её. Фёлке тем не менее задумала месть и использовала инцидент, чтобы расширить влияние своей семьи на земли клана Аттена. Лютет бежал в замок Нордербург своего отца Херо, который Фёлке осадила и, наконец, захватила. По её приказу Лютета и его отца казнили во дворе замка.
Современные исследования показывают, что, хотя в некоторых частях легенды может быть доля правды, рассказ о казни определённо неверен: Херо и Лютен были казнены намного позже, в 1410 или 1411 году, по приказу сына Фёлке Кено II. В этом отношении нет никаких исторических свидетельств того, что она заслужила свое прозвище «Злая Фёлке».